# Руджерио Перейра
Руджерио Перейра (среща се и като Рожерио Перейра) е бивш бразилски футболист, защитник. Той е първият бразилец, играл в българската А група.

## Кариера
Перейра пристига в „Славия“ през юли 1993 г., доведен от бившия играч на „белите“ Пламен Петков. Преди да облече екипа на Славия, бразилецът е играл в шампионата на Португалия. На 23 август 1993 г. отбелязва първия си гол в А група. Това става в двубой срещу ФК Черноморец (Бургас). Перейра играе в Славия два сезона, като за този период записва 34 мача и отбелязва 2 гола. Макар да не е част от шампионския тим на столичани през 1995/96, Перейра облича отново екипа на Славия за кратко. Той е и първият чужденец, играл за белите в евротурнирите. На 17 юли 1996 г. Джери влиза като резерва в мач с литовския Инкарас-Грифас в Купата на УЕФА. В България Перейра носи още екипите на ФК Шумен (1995-1996) и Беласица (Петрич) (1996 - 1998).
След края на кариерата си Перейра е футболен агент. Той е осъществил трансферите на множество бразилски футболисти в български отбори.